# Сао Конрадо
Сао Конрадо је четврт у јужној зони Рио де Жанеира. Окружен је четвртима Гавеа, Леблон, Бара да Тижука, Рокиња, Видигал и Алто да Боа Виста.
У овој четврти се налази praia do Pepino, која је најпознатија и главна тачка за извођење слободних летова у Рио де Жанеиру.